# カウンターアタック
カウンターアタック（Counter Attack）は、軍事戦術の一種で防御戦闘において敵部隊の撃破や奪取された地形の奪回を目的に実行される攻撃のこと。日本語では逆襲または反撃。転じてサッカーや格闘技、モータースポーツにおいても反撃、速攻の意味で使用されている用語である。単にカウンター（Counter）とも呼ばれてSPY（人為的な工作）活動などに対する防御活動としても用いられる。特に敵が攻撃に出てくるところを防ぎ、即座に攻撃に転じる事、あるいは、その攻撃の勢いを逆に利用して攻撃する事を指す。

## 軍事
軍事におけるカウンターアタック（逆襲または反撃）とは防御戦闘において、敵部隊の撃破、奪取された地形の奪回を目的に実行される攻撃をいう。

## サッカー
サッカーにおける攻撃の戦術の一つとしてのカウンターアタックとは、攻め込まれていた側がボールを奪った際、相手チームの守備の態勢が整わない内に、素早く相手ゴール前にボールを運び攻撃する戦術である。自陣深くで守備を固め（リトリート）、低い位置でボールを奪い、ロングボールなどで反撃するロングカウンターや前線からのプレスなどで高い位置でボールを奪い、反撃するショートカウンターなどがある。カウンターでは相手ゴール前の人数が少ないのでスペースが多い、ディフェンダーが前掛りになっていてディフェンスの裏を狙いやすい、守備の形が整っていないので崩しやすいなどの利点が期待できる。カウンターは少人数で攻めることができるので、多くの選手が守備に専念することができるという特徴を持つ一方、フォワードにスピードや個人能力が高く要求される。ポジションに関係なく多数の選手が前に走り出し攻撃参加することもある。カウンターを主戦術とするチームもあり、相手にボールを支配されながらも守りを固めて点を与えず、わずかな隙を付いてカウンターを決めるという戦い方は、相手にボールを支配されやすい格下のチームが格上のチームと相対するには有効な手段の一つである。また、リードしているチームが守りを固めてカウンターを狙うこともあるが、これは相手の攻撃の人数を減らす効果もある。ロングカウンターは攻め込んでくる相手に対しては有効性が高いが、引いて守る相手に対しては効果的な反撃をする事が難しい。一方、ショートカウンターは引いて守る相手に対しても良く効果を発揮するが、自身も前掛りになるためカウンターされることもある。
カウンターの対策としては、ボールを奪われたら素早くプレスに転じて良いロングパスを出させないようにすること。ロングパスを通された時には無理にボールを奪いに行かず、抜かれないように守り、時間をかけさせ味方の戻りを待つ（ディレイ）のが定石である。
カウンターは基本的な戦術の一つであり得意とするチームは多い。ただ前線の個の能力によってその完成度は大きく異なる。また、カウンターを主戦術としたサッカーをカウンターサッカーと呼ぶ。

## 格闘技

### 打撃技
相手がパンチを打ってきた際に、相手のパンチが当たる前、あるいは相手のパンチを避けながら、自分のパンチを当てる攻撃方法。また両者の腕が交差されてカウンター攻撃を当てることを「クロスカウンター」と呼ぶ。ボクシングにおけるものが有名である。
一般的に「相手の攻撃しようとする勢いが、そのままこちらの攻撃に上乗せされるため、威力が倍加する」などと説明されるが、これだけでは正確ではない。通常、人は相手に殴られる際、身を引く、目をつぶる、顎や首の筋肉を緊張させるなどして防御行動を取る。防御を意識していればこれらは自然に生じるが、攻撃に意識が回っていると防御行動への反応が鈍く、場合によっては皆無となってしまう。そこで攻撃をもらえば、通常よりも大きなダメージを受けることになる。物理的な衝突速度の増加も勿論あるが、防御行動への反応の有無が最も影響していると言える。カウンターに限らず、見えない、予期しない意識外からの攻撃がKOに繋がるのはこのためである。カウンターは非常に有効な戦法であり、高等テクニックであると同時に、格闘技における必須テクニックとも言える。
カウンター攻撃を狙うことの欠点として、相手の攻撃を捌き切れずにもらってしまうと、カウンターを仕掛ける側が大きなダメージをもらってしまう。また、常にカウンター狙いをすると相手の攻撃を待つ消極的な試合になり、判定にもつれると不利になるケースが多い。

### プロレス
プロレスでは相手の技および動きを利用して繰り出す技の総称として使用される場合が多い。
特に走ってくる相手に対して繰り出す技や、トップロープから空中技を狙って飛んでくる相手に対して仕掛ける技を特にそう呼ぶ。中でも走ってくる相手に対しては、多くの技があり、中には相手が攻撃するために走ってくるのではなく、相手をロープに降って反動で戻ってきた相手に仕掛ける相手に対して技を掛ける場合もあり、これらもカウンターと呼ばれる。
また、投げ技等を掛けようとした時に、相手の技の力を利用して攻撃を仕掛けて、技から脱出する場合もカウンターの一種である。
なお、攻撃を仕掛けてきた相手ではなく、自ら相手をロープに振ってからかけるカウンター攻撃はロープカウンターと呼び、相手が技を掛けてきた時に、その勢いを利用して繰り出す技全般を返し技、リバーサルと呼んで区別する場合もある。
見た目に派手なこともあってロープの反動などを利用したカウンター攻撃は数多く存在する。チョップやショルダーブロックの打撃技ほか、投げ技でさえもカウンターで繰り出す場合がある。

### その他
空手、ムエタイのパンチと蹴りを使用する格闘技では、多彩なカウンターが存在する。

## モータースポーツ
レースなど、モータースポーツにおける戦術としてのカウンターアタックは、コース中のS字カーブにおいてアウト（外）側とイン（内）側のポジションを上手に利用し、テール・トゥー・ノーズ状態の前方の車両を追い越す戦術を意味する。コーナー進入直前で前方の車両と横並び（サイド・バイ・サイド）になり、手前のコーナーではあえて不利となるアウト側から進入して、そして次のコーナーで有利なイン側に相手よりも先に進入して追い越しを仕掛ける技である。しかし、コースの状況や進入具合などによっては、最悪2台とも接触の上コースアウトという事態にもなりかねない危険も伴う。

## 格闘ゲーム
格闘ゲームにおける「カウンターアタック」は、相手が特定の技を発動しようとしているときに自分の攻撃を充てることである。
多くの格闘ゲームで実装されており、『ストリートファイターII』におけるシステムが起源であるとされている。
カウンターアタックを受けると、相手は「カウンターヒット」状態となり、技の威力が上昇したり、ふっとばしやのけぞりなどの特殊な状態になったりする。「カウンターヒット」は「CH」と略される場合が多い。

場合によっては、発動時に構えを取り、その状態で相手が攻撃すると自動で反撃する、いわゆる「当身技」・「返し技」をカウンターアタックと呼ぶ場合もある。